# 彼得·巴格拉季昂

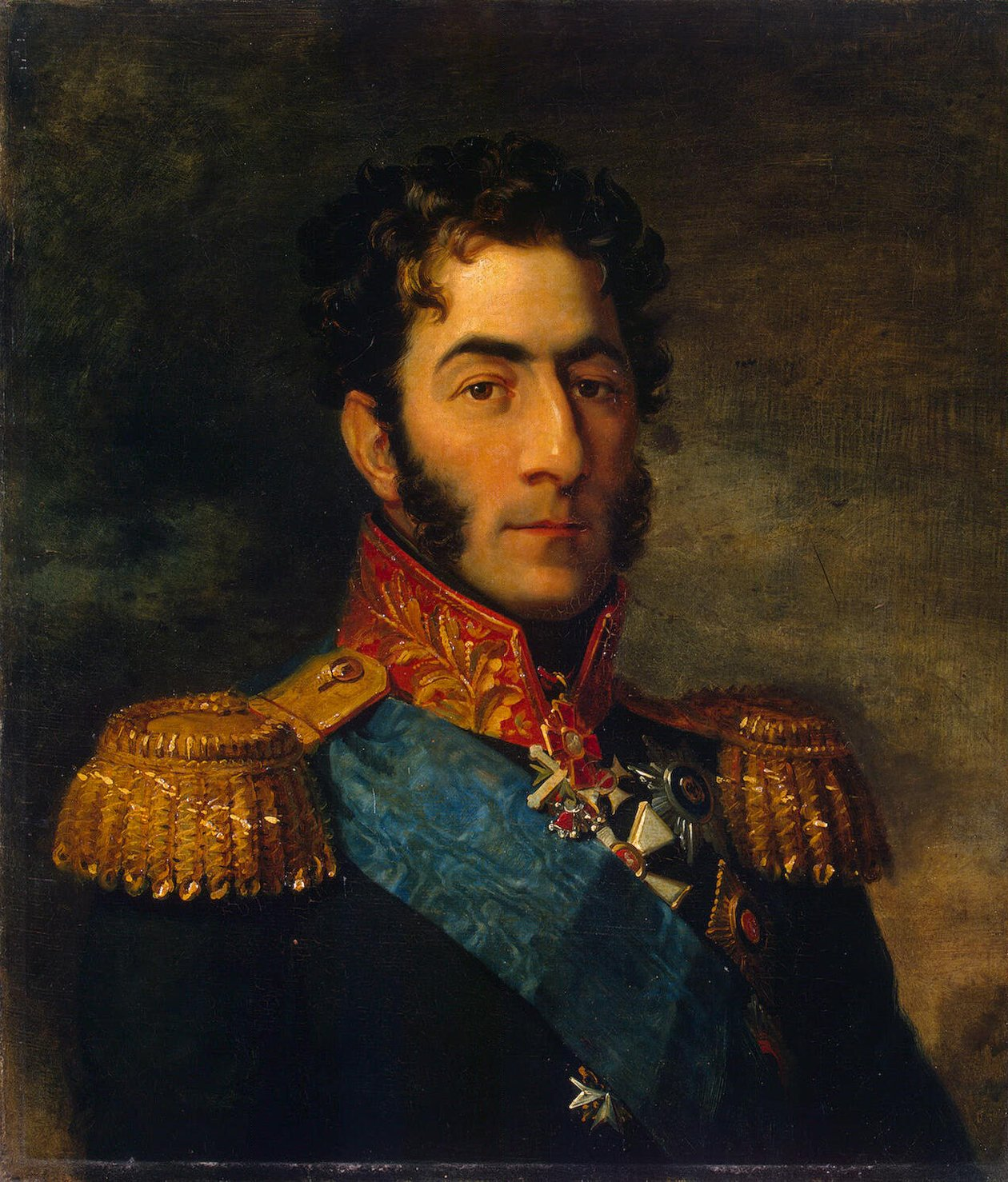
彼得·伊萬諾維奇·巴格拉季昂

彼得·伊萬諾維奇·巴格拉季昂親王（1765年7月10日—1812年9月24日），俄羅斯帝國陸軍上將、親王、格魯吉亞巴格拉季昂王朝的後裔。

## 生平
巴格拉季昂出生於1765年，出生地也許是基茲裡亞爾（今馬哈奇卡拉西北，北高加索）或是格魯吉亞。他的父親伊萬·巴格拉季昂上校是格魯吉亞親王。他的哥哥羅曼·巴格拉季昂也是一名服役于俄軍的將軍。
巴格拉季昂于1782年加入俄軍，在高加索戰區服役數年。期間他參加奧恰科夫攻城戰，並在1794年隨蘇沃洛夫元帥進入波蘭平息柯斯丘什科起義。巴格拉季昂的長處逐漸被蘇沃洛夫所發覺。巴格拉季昂隨蘇沃洛夫參加之後的意大利和瑞士戰役，並在攻取佈雷西亞中表現突出。在1805年與拿破崙的戰爭中，巴格拉季昂的功績甚至顯得更加輝煌。僅靠著一隻小規模的後衛部隊，巴格拉季昂在申格拉本成功地抵禦法軍反復不斷的五次攻擊，儘管損失半數軍人，巴格拉季昂還是成功向庫圖佐夫所率領的主力會合，而庫圖佐夫及其軍隊則因此獲救。在奧斯特里茨戰役（1805年12月2日）中巴格拉季昂率領皇帝右翼前鋒部隊（9200步兵，4500騎兵和42門砲）在戰場北線與繆拉和拉納率領的法軍左翼交戰，巴格拉季昂與盟軍利希頓斯坦因的4600名奧地利騎兵向拉納把守的桑頓山發動數次進攻，但在法軍步騎炮的配合均被擊退。當日上午10點30分，拉納和繆拉發動反擊將聯軍擊退，巴格拉季昂只好率所部結陣撤退。在之後的第四次反法同盟戰爭中，巴格拉季昂勇敢而堅韌的奮戰在埃勞戰役（1807年2月7日）、海爾斯堡戰役（1807年6月11日）和弗里德蘭戰役（1807年6月14日）。
在1808年的芬蘭戰爭中，巴格拉季昂率軍穿越冰封的芬蘭灣佔領奧蘭群島，1809年他率領俄軍在Rassowa和Tataritza與土耳其交戰。戰後巴格拉季昂晋升陸軍上將。
1812年巴格拉季昂指揮西部邊境第二軍團，儘管在莫吉廖夫被法軍擊敗（1812年7月23日），巴格拉季昂還是成功在斯摩棱斯克與巴克萊將軍率領的主力會合，在博羅金諾戰役（1812年9月7日）巴格拉季昂指揮俄軍左翼在巴格拉季昂凸角堡與法軍反復血戰，激戰中巴格拉季昂受致命傷。9月24日，傷重不治的巴格拉季昂在西禰村逝世。

## 榮譽
尚武的沙皇尼古拉一世即位后，下旨在博羅金諾戰場建立紀念巴格拉季昂軍人榮譽的紀念碑。巴格拉季昂的遺體被轉移到這個他倒下的地方，直到現在。巴格拉季昂的陵墓在二戰中被毀壞（據說當局只從中搶救出了巴格拉季昂遺骨的碎片），但很快就被重建。約瑟夫·斯大林選擇了巴格拉季昂這個名字作為1944年6月22日蘇軍擊潰德國中央集團軍的行動命名。戰後，蘇聯兼併了東普魯士的北部，昔日的戰場埃勞被重新命名為巴格拉季昂諾夫斯克來紀念這位勇敢的將軍。1973年，小行星3127以其名字命名。

## 名字的發音
巴格拉季昂的發音並非是許多人第一次閱讀《戰爭與和平》時念的“bag-ration”（bəˈɡreɪʃən）。說英語的人常常用給意大利人名發音的方法來發音，念作“Ba-gratsi-ON”（bəˌɡrɑːtsiˈoʊn），但在俄語則發音為bah-grah-tee-ON [bəɡrɐtʲɪˈon]，格魯吉亞語發音是bah-grah-tee-on-i[bɑɡrɑtʼiɔni]，且沒什麼顯著的重音。

## 評價
在《戰爭與和平》中，托爾斯泰所創造的主角安德烈·鮑爾康斯基被像穿越小說一樣的安插方法放到了巴格拉季昂的身邊親歷申格拉本之戰，由此可見作家對於偉大將軍的追思和致敬。

## 備註
1. ↑  喬治亞語羅馬化：P'et're Ivanes dze Bagrat'ioni
2. ↑  俄語羅馬化：Pyotr Ivanovich Bagration